# Meyer Jerison
Meyer Jerison (Białystok, 28 novembre 1922 – 13 marzo 1995) è stato un matematico statunitense noto per il suo lavoro nel campo dell'analisi funzionale e degli anelli e per aver collaborato con Leonard Gillman su uno dei testi fondamentali nel campo, Rings of Continuous Functions.

## Biografia
Nato a Białystok in Polonia, emigrò nel 1929 a New York e fu naturalizzato nel 1933. Conseguì una laurea nel 1943 presso il City College di New York e un master in matematica applicata nel 1947 presso la Brown University. Nel 1945 sposò Miriam Schwartz. Conseguì poi un dottorato di ricerca in matematica nel 1950 presso l'Università del Michigan con Sumner Myers con una tesi dal titolo "The Space of Bounded Maps Into a Banach Space".
Lavorò per un breve periodo alla NACA di Cleveland e alla Lockheed Corporation. Entrò poi a far parte della facoltà di matematica della Purdue University nel 1951, dove trascorse il resto della sua carriera, ritirandosi nel 1991.